# Walter Behrnauer
Walter Friedrich Adolph Behrnauer, normalisiert auch Walter Friedrich Adolf Bernauer (* 8. März 1827 in Bautzen; † 2. April 1890), war ein deutscher Bibliothekar und Orientalist.

## Leben
Behrnauer entstammte einer alteingesessenen Bautzener Familie, der mehrere Ratsherren und Bürgermeister angehörten. Sein Vater war Rechtsanwalt und später Gerichtsdirektor. Nach dem Schulbesuch in seiner Geburtsstadt studierte er an der Universität Leipzig Philologie und evangelische Theologie. Nach seiner Promotion zum Dr. phil. im Jahr 1850 setzte er das Studium fort und wandte sich den „morgenländischen Sprachen“ zu, sein akademischer Lehrer war Heinrich Leberecht Fleischer.
Behrnauer wurde 1852 Hilfsarbeiter an der Hofbibliothek in Wien und im darauffolgenden Jahr dritter sowie 1857 zweiter Amanuensis dieser Bibliothek. Am 29. Juli 1857 wurde er zusätzlich auch Privatdozent für türkische Sprache und Literatur an der Universität Wien. 1861 kehrte er in das Königreich Sachsen zurück und wurde Assistent bei der Königlichen öffentlichen Bibliothek in Dresden. Dort war infolge des Weggangs von Ludolf Krehl eine Stelle für einen Orientalisten freigeworden. 1864 wurde Behrnauer Dritter Sekretär der Bibliothek. Offenbar aus gesundheitlichen Gründen schied er 1873 aus dem Dienst der Königlichen öffentlichen Bibliothek aus, sein weiterer Lebensweg ist nicht dokumentiert.
Er war Correspondent honoraire der Kaiserlichen ethnographischen Gesellschaft zu Paris und korrespondierendes Mitglied der Königlich Batavischen Gesellschaft der Künste und Wissenschaften.

## Schriften (Auswahl)
- Die Vierzig Veziere oder weisen Meister. Ein altmorgenländischer Sittenroman; zum Erstenmal aus dem Türkischen übertragen u. mit Anmerkungen versehen. Leipzig, 1851.
- Die türkische Akademie der Wissenschaften zu Constantinopel. In: Zeitschrift der Deutschen Morgenländischen Gesellschaft, Band 6. 1852. S. 273–285 (Digitalisat).
- Ḥâǵî Chalfa's Dustûru'l-ʿamel: Ein Beitrag zur osmanischen Finanzgeschichte. In: Zeitschrift der Deutschen Morgenländischen Gesellschaft, Band 11. 1857. S. 111–132 (Digitalisat).
- Kogabeg's Abhandlung über den Verfall des osmanischen Staatsgebäudes seit Sultan Suleiman dem Grossen: Nach Wiener und St. Petersburger Handschriften. In: Zeitschrift der Deutschen Morgenländischen Gesellschaft, Band 15. 1861. S. 272–332 (Digitalisat).
- Quellen für Serbische Geschichte. Aus türkischen Urkunden im Originaltext redigirt und ins Deutsche übertragen. Ins Serbische übersetzt und herausgegeben v. Torquat Berlic. Wien, 1857.
- Sulaiman’s Tagebuch. Türkisch und deutsch. Wien, 1858.